# Łękawica (Mińsk)
Pour les articles homonymes, voir Łękawica.
Łękawica (prononciation : [wɛnkaˈvit͡sa]) est un village polonais de la gmina de Siennica dans le powiat de Mińsk de la voïvodie de Mazovie dans le centre-est de la Pologne.
Il se situe à environ 3 kilomètres au nord-est de Siennica (siège de la gmina), 11 km au sud-est de Mińsk Mazowiecki (siège du powiat) et à 47 km à l'est de Varsovie (capitale de la Pologne).

## Histoire
De 1975 à 1998, le village appartenait administrativement à la voïvodie de Siedlce.